# Syzygium variolosum
Syzygium variolosum är en myrtenväxtart som först beskrevs av George King, och fick sitt nu gällande namn av Chantaran. och John Adrian Naicker Parnell. Syzygium variolosum ingår i släktet Syzygium och familjen myrtenväxter. IUCN kategoriserar arten globalt som livskraftig. Inga underarter finns listade i Catalogue of Life.